# H.O.T. THE 2ND CONCERT
《H.O.T. THE 2ND CONCERT》는 그룹 H.O.T.의 3집 발표를 기반으로 개최된 두 번째 콘서트 투어이다. 국내 가수 최초로 세종문화회관에서 단독 콘서트를 열게 된 기록에 힘입어 팬덤 내에서는 세종콘으로 약칭하기도 한다. 당초 10회로 예정되어 있었던 서울 공연은 26분만에 전석을 매진시킨 뜨거운 티켓파워에 힘입어 28일의 2회 공연이 추가되었으며 예매는 제일은행에서 이루어졌다.

## 투어 일정
| 날짜                  | 도시 | 국가     | 장소                | 관객수   |
| --------------------- | ---- | -------- | ------------------- | -------- |
| 1999년 1월 22일 (1회) | 서울 | 대한민국 | 세종문화회관 대극장 | 3,700명  |
| 1999년 1월 23일 (1회) | 서울 | 대한민국 | 세종문화회관 대극장 | 3,700명  |
| 1999년 1월 24일 (2회) | 서울 | 대한민국 | 세종문화회관 대극장 | 3,700명  |
| 1999년 1월 25일 (2회) | 서울 | 대한민국 | 세종문화회관 대극장 | 3,700명  |
| 1999년 1월 26일 (2회) | 서울 | 대한민국 | 세종문화회관 대극장 | 3,700명  |
| 1999년 1월 27일 (2회) | 서울 | 대한민국 | 세종문화회관 대극장 | 3,700명  |
| 1999년 1월 28일 (2회) | 서울 | 대한민국 | 세종문화회관 대극장 | 3,700명  |
| 1999년 1월 31일       | 부산 | 대한민국 | 사직실내체육관      | 11,000명 |
| 1999년 2월 3일        | 광주 | 대한민국 | 염주종합체육관      | 10,000명 |

## 세트 리스트
- Opening VCR -

- Effect Show -
- 투혼 (鬪魂 : The Spirit Of Fighter)
- 빛 (Hope)_Rearranged
- 3집 메들리

1. You Got Gun?
2. 소년이여! 신화가 되어라 (Boys, Be A Legend!)
3. 홀로서기 (All Alone)
4. Wedding X-Mas
5. H.O.T. (House Of Trust) - 아빠! 사랑해요 -

- Ment -
- 우리들의 맹세 (The Promise Of H.O.T.)
- We Are The Future

- VCR #2 (H.O.T. News Date Line) -
- 1~2집 메들리

1. 전사의 후예 (폭력시대)
2. Candy
3. 늑대와 양 (Wolf & Sheep)
4. We Are The Future

- Ment -
- Go 3 (이재원 Solo)
- Dance Battle (문희준, 장우혁)
- Greatest Love Of All[4](강타 Solo)
- Heavy Metal Performance (토니 안 Solo)

- VCR #3 - 
- Monade
- 행복 (Full Of Happiness)

- 가상일기 낭독 -

- March Performance -
- 열맞춰! (Line Up!)

- Encore -
- 너와 나 (You & I)
- Go! H.O.T.!
- 빛 (Hope)_Rearranged

## 제작
- 주최 : SM 엔터테인먼트
- 기획 : 서울기획